# H.G. van der Vies
Hendrik Gerard van der Vies (Amsterdam, 20 augustus 1875 - Baden-Baden (Duitsland), 24 april 1936) was een Nederlands jurist, journalist en toneelrecensent en naamgever van de Mr. H.G. van der Vies-prijs.  
Van der Vies behaalde in 1898 zijn doctoraal, en promoveerde in 1899 tot Meester in de rechten met zijn proefschrift "Positie van den verdediger in strafzaken volgens Nederlandsch recht". Begin 20ste eeuw verhuisde hij naar Berlijn als correspondent voor de Nieuwe Rotterdamsche Courant. Wegens ziekte keerde hij niet lang daarna terug naar Amsterdam, om daar voor diezelfde krant als toneelrecensent aan de slag te gaan. Als letterkundige was hij verbonden aan de Amsterdamse vereniging Kunst aan het Volk. Van der Vies publiceerde daarnaast in literatuurtijdschrift De Gids, in het weekblad Elsevier en in Groot Nederland.
Van der Vies overleed op 60-jarige leeftijd in het Duitse Baden-Baden en werd begraven te Driehuis-Westerveld. Na zijn overlijden liet hij aan de Nederlandse Vereniging van Letteren een legaat na ter waarde van 15.000 gulden, waarvan de rente als twee-jaarlijkse prijs uitgereikt moest worden aan het beste Nederlandse toneelwerk van de afgelopen twee jaar. Het bestuur van de vereniging besloot hierop de Mr. H.G. van der Vies-prijs in het leven te roepen.
- Nederlandse Thesaurus van Auteursnamen: 070146713
- Virtual International Authority File: 5013155044873972520009